# Paronychia lindheimeri
Paronychia lindheimeri är en nejlikväxtart som beskrevs av Georg George Engelmann och Asa Gray. Paronychia lindheimeri ingår i släktet prasselörter, och familjen nejlikväxter. Inga underarter finns listade i Catalogue of Life.